# جو هاورتی
جو هاورتی (انگلیسی: Joe Haverty; ۱۷ فوریهٔ ۱۹۳۶ – ۷ فوریهٔ ۲۰۰۹) فوتبالیست اهل جمهوری ایرلند بود.
از باشگاه‌هایی که در آن بازی کرده‌است می‌توان به باشگاه فوتبال آرسنال، باشگاه فوتبال بریستول راورز، باشگاه فوتبال شامروک روورز، باشگاه فوتبال بلکبرن روورز، باشگاه فوتبال سلتیک، باشگاه فوتبال میلوال، و تیم ملی فوتبال جمهوری ایرلند اشاره کرد.
وی همچنین در تیم ملی فوتبال جمهوری ایرلند بازی کرده‌است.